# Бертоња (Ла Специја)
Бертоња је насеље у Италији у округу Ла Специја, региону Лигурија.
Према процени из 2011. у насељу је живело 42 становника. Насеље се налази на надморској висини од 311 м.